# Ozkorobi čmrljevec
Ozkorobi čmrljevec (znanstveno ime Hemaris tityus) je metulj iz družine veščcev ali somračnikov, ki je razširjen po Evropi in Aziji.

## Biologija
Odrasli metulji letajo med majem in junijem, za razliko od večine veščcev pa so aktivni podnevi od sredine dopoldneva do sredine popoldneva.
- Samec
- Samec
- Samica
- Samica